# Sartor (Bibliothekar)
Sartor aus Lindau war wahrscheinlich zwischen 1530 und 1540 Mitarbeiter in der Bibliothek des Klosters St. Gallen. 
Der von Abt Diethelm Blarer von Wartensee nach St. Gallen berufene Johannes Hofmeister hatte offenbar einen gewissen Sartor als Mitarbeiter für die Neuorganisation der Bibliothek vorgeschlagen. Die Chronisten sprachen ihm einen ungebührenden Lebenswandel zu. Diese Zuschreibungen sind wie die vagen Angaben zu seiner Person insgesamt mit Vorsicht zu behandeln.